# Pezo von Ellrichshausen
Pezo von Ellrichshausen ist ein chilenisches Kunst- und Architekturbüro, das 2002 von Mauricio Pezo und Sofía von Ellrichshausen in Concepción gegründet wurde.

## Partner
Mauricio Pezo (* 1973 in Chile) studierte bis 1998 Architektur an der Pontificia Universidad Católica de Chile in Santiago und bis 1999 an der Universidad del Bio-Bio in Concepción. Er lehrte an der Universität Bio-Bio, der Universität Las Américas Concepción, an der Universidad Católica, der Universität Talca, der Universität Andrés Bello, der Harvard University Graduate School Of Design und am Illinois Institute of Architecture.
Sofía von Ellrichshausen (* 1976 in Bariloche) studierte bis 2002 Architektur an der Universidad de Buenos Aires. Sie lehrte an der Universität Las Américas Concepción, der Cornell University Ithaca, der University of Texas at Austin, der Universität Talca, der Universität Andrés Bello, der University of Texas, der Harvard University Graduate School Of Design und am Illinois Institute of Architecture. 2018 war von Ellrichshausen u. a. neben Frank Barkow und Pier Paolo Tamburelli Jurymitglied der 16. Internationalen Architekturbiennale Venedig.
Die Werke des Architektenpaars sind Teil der ständigen Sammlung des Contemporary Art Center of Galicia, des Museum of Modern Art (2014) und des Art Institute of Chicago. 2008 waren Pezo von Ellrichshausen die Kuratoren des chilenischen Pavillon auf der 11. Architekturbiennale Venedig. Pezo von Ellrichshausen wurde 2010 von Kazuyo Sejima und 2016 von Alejandro Aravena zur Architekturbiennale Venedig eingeladen.

## Bauwerke
- 2002–2005: Poli House, Coliumo[4]
- 2009: Fosc House, San Pedro de la Paz
- 2011: Cien House, Concepción[5][6]
- 2013: Solo House, Cretas
- 2014: Meri House, La Florida
- 2014: Guna House, Concepción
- 2015: Nida House, Navidad
- 2016: Vara Pavilion, Venedig[7]
- 2017: Rode House, Chiloé Province
- 2017: Loba House, Tomé[8][9][10]
- 2021: Raem House, Curacaví
- 2021: Institutsgebäude, Concepción[11]
- 2022: Luna House, Yungay[12]
- 2023: LAMA Pavilion, Yungay

## Auszeichnungen und Preise
- 1999: CA-Preis der Bio-Bio-Universität für Mauricio Pezo
- 2002: Ehrendoktorin der Universität von Buenos Aires/FADU-UBA für Sofía von Ellrichshausen
- 2006: Preis für die besten jungen chilenischen Architekten der chilenischen Architektenkammer
- 2006: 15. Chilean Architecture Biennial Award
- 2012: Rice Design Alliance Spotlight Award[13]
- 2013: Städtischer Kunstpreis der Stadt Concepcion
- 2014: Mies Crown Hall Americas Emerge Prize für Poli House
- 2016: Nominierung – Swiss Architectural Award[14]

## Ehemalige Mitarbeiter
- Tim Simon-Meyer

## Ausstellungen
- 2010, 2016: Architekturbiennale Venedig
- 2014: Conceptions of Space, Museum of Modern Art New York City
- 2014: Sensing Spaces, Royal Academy of Arts London

## Bücher
- Arquitectura Viva 257. Pezo von Ellrichshausen. Madrid 2007
- 2G N.61 Pezo von Ellrichshausen. Walther König Verlag, Köln 2012
- a+u 2013:06 Pezo von Ellrichshausen
- Pezo von Ellrichshausen (Hg.): Exterior. Arkitektur B, 2017
- El Croquis 214 Pezo Von Ellrichshausen 2005–2022